# Котов, Георгий Карпович
Гео́ргий Ка́рпович Ко́тов (1918—2004) — полковник Советской Армии, участник Великой Отечественной войны, Герой Советского Союза (1945).

## Биография
Георгий Котов родился 20 мая 1918 года в деревне Берёзовка (ныне — Болотнинский район Новосибирской области). После окончания семи классов школы работал трактористом. В 1938 году Котов был призван на службу в Рабоче-крестьянскую Красную Армию. В 1939 году он окончил курсы младших лейтенантов. С июня 1941 года — на фронтах Великой Отечественной войны. В ноябре 1941 года был контужен и ранен. В 1943 году Котов окончил курсы усовершенствования командного состава. К январю 1945 года майор Георгий Котов командовал 81-м отдельным штурмовым инженерно-сапёрным батальоном 17-й штурмовой инженерно-сапёрной бригады 61-й армии 1-го Белорусского фронта. Отличился во время освобождения Польши.
14 января 1945 года Котов во главе штурмового отряда участвовал в бою за немецкий опорный пункт Пшилет в устье Пилицы, первым ворвался в немецкую траншею. Перед решающим штурмом его батальон проделал 14 проходов, через которые сумели пройти танки, артиллерия и пехота. В ночь с 15 на 16 января 1945 года отряд Котова отразил две немецкие контратаки в районе деревни Магерова Воля в 9 километрах к северу от города Варка, благодаря чему противник не смог прорваться к командному пункту корпуса.
Указом Президиума Верховного Совета СССР от 27 февраля 1945 года за «образцовое выполнение боевых заданий командования и проявленные при этом мужество и героизм» майор Георгий Котов был удостоен высокого звания Героя Советского Союза с вручением ордена Ленина и медали «Золотая Звезда» за номером 5697.
После окончания войны Котов продолжил службу в Советской Армии. В 1971 году в звании полковника он был уволен в запас. Проживал в Киеве, работал старшим инженером в управлении автомобильных дорог.
Умер 26 октября 2004 года, похоронен на Лесном кладбище Киева.
Был также награждён орденом Красного Знамени, двумя орденами Отечественной войны 1-й степени, орденом Отечественной войны 2-й степени, двумя орденами Красной Звезды, рядом медалей.